# Операція Рейнгард
Операція Рейнгард (нім. Aktion/Einsatz Reinhard/Reinhardt) — кодова назва програми Третього рейху щодо систематичного винищення євреїв і циган в генерал-губернаторстві. В ході «Операції Рейнгард» з липня 1942 року по жовтень 1943 року в трьох таборах смерті (Белжець, Собібор і Треблінка) були вбиті понад два мільйони євреїв і близько 50 000 циган з п'яти округів генерал-губернаторства (Варшава, Люблін, Радом, Краків і Галичина).

## Передісторія
Неможливо точно встановити, коли був відданий наказ знищити євреїв у Європі, бо немає жодного письмового свідоцтва про його існування. Немає також впевненості, що такий наказ будь-коли був відданий в письмовому вигляді Гітлером. На думку авторів «Катастрофи європейського єврейства», до рішення про масове знищення євреїв нацистами привела окупація Польщі, єврейське населення якої перевищувало 3 млн осіб. Відмова від ідеї еміграції почалась вже восени 1940. Професор Петер Лонгер вважає, що не дивлячись на масові розстріли в 1941 році перехід до поголовного знищення почався тільки в кінці весни 1942 року.
Айнзатцгрупи і поліцейські батальйони почали знищувати євреїв-чоловіків у віці від 17 до 45 років відразу після нападу Німеччини на СРСР. З вересня 1941 року мобільні каральні частини перейшли до масового знищення також жінок і дітей.
Для вирішення організаційних проблем знищення євреїв Райнгард Гейдріх скликав 20 січня 1942 року «Ванзейську конференцію». У конференції взяли участь представники всіх задіяних в так званому «остаточному розв'язанні єврейського питання» організації. Йозеф Бюлер, заступник Ганса Франка, виступив із заявою, що було б бажано почати розв'язання цього питання в генерал-губернаторстві, через відсутність проблем з організацією транспорту і виконання цієї операції. Євреї повинні були бути видалені з території генерал-губернаторства якомога швидше, позаяк саме тут «єврей, як носій зарази» представляв особливу небезпеку. До того ж з двох з половиною мільйонів євреїв, що живуть на цій території, велика частина була непрацездатна.
Результатом конференції стала ідея про переміщення євреїв Європи на схід та їх вбивство.

## Завдання Гіммлера
Проведення операції Генріх Гіммлер доручив начальнику поліції й СС Люблінського району Оділо Глобочнику, який був призначений на цю посаду в 1939 році. У ньому Гіммлер бачив того, хто «як ніхто інший створений для колонізації Сходу», як він писав в листі від 4 серпня 1943 року, коли йшлося про відставку Глобочника. 21 липня 1941 року Гіммлер назвав все зроблене і заплановане Глобочником в окрузі Люблін програмою Генріх. У цій області як частина «програми Генріх» відбувалося також виконання «операції Рейнгард».
До назви операції мають відношення два імені:
1. Державний секретар міністерства фінансів Рейху Фріц Рейнгардт
2. Райнгард Гейдріх, шеф РСХА, убитий в червні 1942 року в Празі в результаті замаху.

Питання, хто був епонімом операції — Райнгард Гейдріх або Фріц Рейнгардт — залишається дискусійним, хоча судячи з написаного в першоджерелах (ім'я — Reinhard, прізвище Reinhardt) мова йде про обергрупенфюрера СС Гейдріха.
Можна тільки побічно встановити, коли Оділо Глобочник, керівник «операції Рейнгардт», отримав від рейхсфюрера-СС наказ про знищення євреїв. Адольф Айхман сказав на процесі в Єрусалимі, що Гейдріх повідомив йому через два або три місяці після нападу на Радянський Союз про те, що фюрер наказав фізично знищити євреїв. Айхман говорив, що Гейдріх наказав йому: «Їдьте до Глобочника. Рейхсфюрер вже дав йому відповідні вказівки. Погляньте, наскільки він просунувся зі своїм проєктом.»
У Любліні Айхману був в одному з таборів, де Крістіан Вірт пояснив йому пристрій газових камер для удушення євреїв. Вірт був першим комендантом табору смерті Белжець і пізніше інспектором всіх таборів «операції Рейнгардт». Перед цим він брав участь в програмі евтаназії (Операція T4). Таким чином, Глобочник був посвячений у плани знищення євреїв вже влітку 1941 року.
Часто в літературі як дату віддачі наказу Глобочнику наводиться липень 1941 року. Останні дослідження виходять з того, що восени 1941 року Гіммлер віддав наказ знищити всіх євреїв генерал-губернаторства, яких неможливо було використовувати для примусової праці.

## Цілі
«Операція Рейнгард» за задумом свого керівника Оділо Глобочника мала чотири етапи:
- виселення;
- оцінка робочої сили;
- оцінка майна;
- захоплення прихованих цінностей і нерухомості.